# Аллен, Крис
Крис Аллен (англ. Kris Allen ,полное имя Кристофер Нил Аллен, Джэксонвилл, США, 21 июня 1985) — американский музыкант, автор-исполнитель, победитель музыкального телешоу American Idol сезона 2009 года.

## Ранние годы
Аллен родился в Джексонвилле, штат Арканзас, в семье Кимберли  и Нила Аллена. Он старший из двух сыновей; его младший брат, Даниэль, является тренером по черлидингу в колледже.
Интерес Аллена к музыке начался очень рано. Он начал играть на альте в начальной школе и продолжил  в оркестре средней школы Mills University Studies. В итоге он выиграл место в оркестре штата Арканзас. Кроме того, он самостоятельно научился играть на гитаре в возрасте 13 лет. Также играет на фортепиано. Музыкальное влияния, как указано в егои нтервью в American Idol,  на него оказали The Beatles, Джейми Каллум, Джейсон Мраз, Пэт Монахан, Джон Майер и Майкл Джексон.
После окончания средней школы, Аллен переехал в Конвей, штат Арканзас, чтобы поступить в университет Центрального Арканзаса, где он был членом министерства кампуса Chi Alpha.[8][9] Во время учебы в колледже он участвовал в Христианской Миссионерской работе по всему миру, в том числе в Марокко, Мозамбике, Мьянме, Южной Африке, Испании и Таиланде.
Он сыграл свой первый концерт в местном баре в центре города Конвей на втором курсе. Он бросил колледж, чтобы заниматься музыкой профессионально. Днем он работал продавцом обуви в магазине спортивных товаров, чтобы свести концы с концами, а вечером выступал в местных барах в Литл-Роке и Фейетвилле.
Аллен планировал вернуться в колледж, чтобы получить степень и устроиться на "настоящую работу", но вместо этого его уговорили на прослушивание в American Idol вместе со своим братом Дэниелом и его другом Кейлом Миллсом. Крис описал свое решение пройти прослушивание в American Idol как "последнюю попытку", прежде чем отказаться от музыкальной карьеры. Он заявил: " если бы я не сделал это в American Idol, я бы вернулся в колледж и получил степень по бизнесу."

## American Idol
Аллен прослушивался на восьмой сезон American Idol в Луисвилле, штат Кентукки, со своим братом Дэниелом. На ранних этапах сезона он был среди финалистов (вместе с Эллисон Ирахета), которые получили наименьшее количество экранного времени. Были показаны только несколько секунд его первого прослушивания (и нио дно  из его сольных выступлений на Голливудской неделе), хотя его групповое выступление с "Белым шоколадом"  (включая другого финалиста Мэтта Жиро) было показано в полном объеме. Судьи также попросили его принять участие в неэфирном баттле с другим конкурсантом, прежде чем они позволили ему выйти в полуфинал.
На протяжении конкурса Аллен получил много комплиментов за свои фолк-интерпретации современных поп-песен. Во время своих выступлений он играл на нескольких инструментах, включая акустическую гитару, электрогитару, клавиатуру и фортепиано. Его выступление "Чтобы вы почувствовали мою любовь " как часть топ-11 заслужило похвалу от судей, а Саймон Коуэлл прокомментировал: "Я начинаю думать, что у вас есть шанс преуспеть в этом конкурсе." В финале Крис Аллен  исполнил собственную аранжировку "Ain't No Sunshine" на клавишных, с несколькими музыкантами на сцене, что заслужило похвалу судей. Коуэлл оценил его как "лучшее выступление Аллена до сих пор."
На первом концерте  Top 7 night  Аллен решил спеть оскароносную песню "Falling Slowly"из инди-фильма. Кара Диогарди заявила, что это "одно из ваших лучших выступлений." Из-за ограничений по времени Пола Абдул и Коуэлл не комментировали, но на следующий вечер  стало известно, что Коуэлл заявил: "Крис, ты был великолепен." Аллен впоследствии получил роспись и другие подарки от артистов, Глен Хансард и Маркета Игрова.
На втором концерте Top 7 Аллен в четвертый раз использовал гитару и исполнил оригинальную акустическую версию "She Works Hard for the Money" с барабанами Бонго и группой на сцене.
На своем втором выступление в Top 3 Аллен впечатлил судей акустической аранжировкой "Heartless" Канье Уэста, что побудило Джексона заявить, что он предпочитает ее оригиналу Уэста и кавер-версии The Fray. Коуэлл согласился и сказал: "я выписал тебя из конкурса, но после этого выступления все изменилось."  Это выступление помогло Крису перейти в финал и победить.
После голосования в Топ-3 Аллен вернулся в Арканзас, снимая виды родного города, необходимые ему для следующих двух эпизодов American Idol. Дома Аллена встретила толпа размером более чем 20 000 человек.
Аллен выступал на трех концертах в Литл-Роке и Конвее, штат Арканзас, играя многие из своих популярных песен во время конкурса, в том числе "Man in The Mirror", "Ain't No Sunshine", "Falling Slowly" и "She Works Hard for the Money" на площадках, а также "Come Together" в студии местного филиала Fox KLRT-TV . На всех этих песнях он использовал гитару.
Во время финального шоу Аллен исполнил репризу "Ain't No Sunshine", "What's Going On", а также коронационную песню "No Boundaries"Саймона Фуллера. Во время финальных выступлений он исполнил вместе с Китом Урбаном исингл Урбана "Kiss a Girl", а также серию попурри со своими товарищами по 8 сезону. Прежде чем результаты были объявлены, Аллен исполнил "We Are The Champions" Адамом Ламбертом и Брайаном Мэем и Роджером Тейлором из Queen.
20 мая 2009 года Крис Аллен был объявлен победителем восьмого сезона American Idol, став первым женатым конкурсантом, претендующим на титул, а также шестым победителем с начала шоу из южной части Соединенных Штатов.
Аллен также стал первым победителем, принявшим трофей в форме микрофона . Почти 100 миллионов голосов было отдано во время финала, установив новый мировой рекорд для телевизионного конкурса пения.
После победы в Idol, Аллен дебютировал в Billboard Hot 100 с пятью песнями в топ-100. Его сингл "No Boundaries" ("Без границ")  дебютировал под номером 11, после чего "Heartless"("Бессердечный") под  номером 16, "Ain't No Sunshine" (Солнце не светит") под номером 37, "Apologize" ("Апология") за номером 66, и "Falling Slowly" ("Медленно падая") под номером 94. "No Boundaries" также возглавили чарты синглов iTunes после финала сезона Idol.
7 июня 2009 года Аллен исполнил национальный гимн в игре 2 финала НБА 2009 года в переполненном зале. После выступления было объявлено, что Аллен подписал контракт с Jive Records (вместе с другим финалистом Эллисон Ирахета). Его дебют на мейджор-лейбле был запланирован на осень 2009 года.

## Творчество 2009-2011 годов
Над своим дебютным альбомом Аллен работал с Клодом Келли, Дэвидом Ходжесом, Джоном Форманом из Switchfoot, Саламом Реми и Джо Кингом из The Fray. Он также работал с Тоби Гэдом, Alex Band Of The Calling, Дэном Уилсоном из Semisonic, Крисом Дотри и Мэтом Кирни.
Дебютный сингл Аллена "Live Like We're Dying" был выпущен на лейбле Z100 в Нью-Йорке 21 сентября 2009 года. 6 ноября 2009 года его клип на песню "Live Like We're Dying" был впервые показан на AOL's PopEater.com. "Жить так, как будто мы умираем" достиг пика на 18-м месте в Billboard Hot 100 и достигнет платинового статуса с более чем 1,7 миллионами совокупных продаж.
Альбом "Крис Аллен" был выпущен 17 ноября 2009 года. Аллен написал (или был соавтором) 9 из 12 треков в альбоме. Аллен решил не включать свой коронный сингл "No Boundaries" в свой дебютный альбом. Вместо этого он решил записать новую версию своего кавера "Heartless" в качестве бонус-трека.
После первой недели продаж альбом дебютировал на 11 месте на Billboard 200 после продажи чуть более 80 000 копий. Продажи альбома Аллена в первую неделю были самыми слабыми  после победы Idol (хотя наблюдатели объясняли это слабыми продажами альбомов во всей отрасли в целом в то время). По состоянию на декабрь 2011 года, Крис Аллен продал около 329 000 копий.
19 февраля 2010 года Аллен отправился в Гаити с делегацией Фонда Организации Объединенных Наций, чтобы рассказать публике о предпринимаемых там усилиях по оказанию помощи в случае стихийных бедствий, поскольку ООН и другие организации продолжают оказывать помощь Гаити после землетрясения. Аллен возвратился на сцену во время показа результатов American Idol 25 февраля, чтобы поделиться кадрами своего путешествия по Гаити и исполнить «Let It Be».
Второй сингл, выпущенный с альбома, был "The Truth" с участием Пата Монахэна, солиста отмеченной наградами Грэмми рок-группы Train , который стал соавтором песни. Аллен исполнил песню вживую в американском финале Idol Season 9 26 мая 2010 года. В ту же ночь Аллен присоединился к другим победителям Idol, чтобы спеть «Together We Are One» в честь Саймона Коуэлла.
Аллен стал соавтором песни "Still Got Tonight" с Эндрю Фрэмптоном и Стивом Кипнером, который появился в качестве второго сингла на одноименном дебютном альбоме Glee Мэтью Моррисона, выпущенном 10 мая 2011 года. "Still Got Tonight" также был показан во втором сезоне финал Glee в исполнении самого Мэтью Моррисона.
Аллен отправился в свой первый сольный тур в июне-июле 2010. Затем он присоединился к нескольким крупным турам на оставшуюся часть лета, сотрудничая с Barenaked Ladies, Maroon 5 и Keith Urban в период с июля по сентябрь 2010 года. Затем он сотрудничал с Lifehouse в октябре и ноябре 2010 года.
Аллен официально объявил, что третий сингл с его альбома будет «Alright with Me» 6 октября 2010 года. 18 ноября 2010 года он опубликовал неофициальное музыкальное видео на своем официальном сайте, чтобы поблагодарить своих поклонников за поддержку.
Аллен стал соавтором песни "Still Got Tonight" (с Эндрю Фрэмптоном и Стивом Кипнером), которая появилась в качестве второго сингла на одноименном дебютном альбоме Glee Мэтью Моррисона, выпущенном 10 мая 2011 года. "Still Got Tonight" также была исполнена  во втором сезоне финал Glee в исполнении Мэтью Моррисона.
9 мая 2011 года Крис спел «Боже, благослови Америку» на концерте в Национальный день памяти в Вашингтоне.

## 2011-2013 годы
Аллен представил несколько новых песен на акустическом концерте в Монетном дворе в Лос-Анджелесе 9 февраля 2012 года. Новые треки, которые он исполнил, назывались "Monster", "Out Alive", "Better with You", " The Vision of Love". Он также исполнил «Leave You Alone», «You Got a Way» и «Keep the Devil Out», которые он представил на предыдущих концертах.
"The Vision of Love" была официально объявлена ведущим синглом второго альбома Аллена 6 марта 2012 года. Песня была написана в соавторстве с Алленом, Насри и Адамом Мессингером.
Аллен прослушивался на главную роль в музыкальном фильме «Скала веков» 2012 года , но проиграл роль Диего Бонет . Хотя Аллен считался лучшим певцом, чем кто-либо из претендентов на эту роль, он никогда раньше не проходил прослушивание в фильме. Позднее в интервью журналу OK Magazine Аллен сказал, что не считает, что  подошёл бы для этой роли, и что у него нет планов на актёрскую карьеру.
29 марта 2012 года было объявлено, что второй альбом Аллена под названием «Thank You Camellia» («Спасибо, Камелия») будет выпущен 22 мая 2012 года.
7 ноября 2012 года в твиттере была опубликована обложка EP под названием «В ожидании Рождества» EP с пятью песнями включает в себя «Holly Jolly Christmas», «White Christmas», «O Holy Night», «Have Yourself A Merry Little Christmas», «The Christmas Song». EP был выпущен 10 декабря 2012 года.
20 декабря 2012 года во время онлайн-концерта Аллен дебютировал с новой песней под названием «Где ты, Эми?» что он посвятил тех, кто пострадал от стрельбы в начальной школе Сэнди Хук.
С 8 января по 3 мая 2013 года Аллен совершил поездку по Соединенным Штатам во время своего второго сольного тура Out Alive. Тур состоял из 40 концертов с участием коллег по группе - Кейла Миллса и Криса Торреса, а также новичка Эндрю Сент-Мари (пианино). Тур завершился аншлагом Rams Head в Ганновере, штат Мэриленд.

## Дискография

### Brand New Shoes
- Brand New Shoes (2007)

В 2007 Аллен выпустил альбом Brand New Shoes с Майклом Холмсом (барабаны) и Чэйзом Эрвином (бас). Название альбома напрямую связано  со временем, когда Аллен был  продавцом обуви. Было выпущено всего 600 копий альбома, большинство из которых были подарены семье и друзьям.

### Студийные альбомы
- Kris Allen (2009)
- Thank You Camellia (2012)